# Justin MacCarthy-Reagh
Pour les articles homonymes, voir Justin MacCarthy (homonymie).
Justin MacCarthy-Reagh, prince de Carbery, comte MacCarthy en France, né au château de Springhouse, à Bansha (en), dans le comté de Tipperary-Sud, le 18 août 1744, et mort à Toulouse le 31 décembre 1811, est un bibliophile d'origine irlandaise et naturalisé français en 1776.

## Biographie
Justin MacCarthy est le fils de Denis MacCarthy Reagh (1718–1761), propriétaire de Springhouse et de son épouse, Christine French de Rahasane, comté de Galway.
Il s'est marié à Londres avec 16 septembre 1765 avec Maria Winifred Tuite de Tuitestown dont il a eu :
- Denis-Joseph MacCarthy (1766- )
- Nicholas Tuite MacCarthy (Dublin,1769-Annecy,1833), jésuite
- Robert-Joseph MacCarthy (1770-1827)
- Christine Marie MacCarthy (1772-1848)
- Joseph-Charles MacCarthy (1777- )
- Joseph-Patrick MacCarthy (1799-1818)

Il a choisi de s'établir en France avec sa famille pour des raisons religieuses et s'affranchir des lois contre les catholiques romains appliquées en Irlande.  Il a été naturalisé français et anobli en 1776. Il est admis aux honneurs de la cour.
Il a acheté une terre seigneuriale de Marmande et une baronnie qui lui donnait ses entrées aux États de Languedoc.
Il achète l'hôtel d'Espie, à Toulouse. C'est lui qui achève les travaux. Il y constitue l'une des bibliothèques les plus célèbres de l'époque, par la qualité des livres. Il a réuni la plus importante collection privée de livres imprimés sur vélin du XVIIIe siècle, des xylographies, des impressions incunables de Mayence, des éditions princeps en condition exceptionnelle, des impressions en caractères gothiques de romans de chevalerie et de poésies médiévales et de reliures précieuses. 
En 1769, il achète la totalité de la seconde bibliothèque de Paul Girardot de Préfond qu'il a dû se résoudre à vendre sous la pression de ses créanciers . Cette collection avait été reformée après la vente d'une première bibliothèque en 1757. Elle comprenait des livres rares provenant de la bibliothèque du bibliophile Louis-Jean Gaignat. 
En 1779, Justin MacCarthy a chargé le libraire Guillaume Debure d'organiser une vente de ses livres en double.
Sa collection, comprenant 601 ouvrages sur vélin formant 825 volumes de sa bibliothèque, est dispersée après sa mort dans des ventes qui ont eu lieu en 1811, 1817 et 1822.

## Publication
- Justin de Mac-Carthy-Reagh, Catalogue des livres rares et précieux de la bibliothèque de feu M. Le Comte de Mac-Carthy Reagh, Paris, De Bure Frères, 1815.